# Anne Risselada
Drs. Anne Risselada (Wommels 12 mei 1909 – Winsum (Groningen), 1 september 1988) was een Nederlands muziekpedagoog en organist.
Hij was zoon van bakker Dirk Risselade en Akke de Jong.  Hijzelf was getrouwd met Johanna Henderika (Jo) Kampinga. Hij werd begraven op Selwerderhof, Algemene Begraafplaats Groningen.
Hij kreeg zijn muziekopleiding aan het Haags Conservatorium. Hij was voornamelijk bezig met muziekopleidingen binnen de noordelijke provincies met ondersteuning door schoolconcerten. In 1988 werden verdiensten vermeld als organist in het Hervormde kerk in Leens (tot 1979), muziekrecensent in het Nieuwsblad van het Noorden, docent aan tal van scholen, bijvoorbeeld in Stadskanaal, Veendam,  het CSG Wessel Gansfort, en CSG Augustinus (beide te Groningen, vanaf 1948). Hij was ook acht jaar lang leider van het Stedelijk Muzieklyceum Groningen.
In 1966 heeft hij doctoraal examen gedaan aan Rijksuniversiteit Groningen (muziekpedagogiek met bijvak kunstgeschiedenis). Door deze studie probeerde hij de achtergrond te achterhalen van de orgels binnen provincie Groningen, maar ook vooral van het Hinsz-orgel te Leens.
Hij gaf op zeer jonge leeftijd les aan generatiegenoot Sake Lieuwe Tiemersma.
Voor zijn werk werd hij benoemd tot ridder in de Orde van Oranje-Nassau.